# Oberravelsbach
Oberravelsbach ist eine Ortschaft und Katastralgemeinde der Marktgemeinde Ravelsbach in Niederösterreich. Die Ortschaft hat 121 Einwohner (Stand 1. Jänner 2024). Bis Ende 1966 war Oberravelsbach eine eigenständige Gemeinde.

## Geographie
Der Ort liegt in einer Talweitung des Ravelsbaches. Durch den Ort verläuft die Landesstraße L48.

## Geschichte
Nach den Reformen 1848/1849 konstituierte sich Oberravelsbach im Jahr 1850 zur selbständigen Gemeinde und war zunächst dem Amtsbezirk Ravelsbach und ab 1868 dem Bezirk Hollabrunn zugeteilt.
Laut Adressbuch von Österreich waren im Jahr 1938 in der Ortsgemeinde Oberravelsbach ein Gastwirt, ein Maschinenhändler, eine Mühlenbauanstalt, ein Schmied, ein Wagner und einige Landwirte ansässig.
Mit 1. Jänner 1967 wurden im Zuge der Niederösterreichischen Kommunalstrukturverbesserung die bis dahin selbständigen Gemeinden Oberravelsbach, Baierdorf und Parisdorf nach Ravelsbach eingemeindet.